# دمبوویتسا
دمبوویتسا (تلفظ رومانیایی: [ˈdɨmbovit͡sa] () Null) یک رودخانه در رومانی است که از بخارست عبور می‌کند و در رودخانه ارجش ۲۸۶ کیلومتری از سرچشمه آن، در نزدیکی بودش، در شهرستان کالاراشی جاری می‌شود. مساحت حوضه زهکشی آن ۲۸۸۴ کیلومتر مربع است. شهرستان دمبوویتسا هم‌نام این رودخانه است.

## نام
نام Dâmbovița از اصل اسلاوئی است، برگرفته از wiktionary:Appendix:Proto-Slavic/dǫbъ مشترک dǫbŭ (дѫбъ) به معنی " بلوط " است، همان‌طور که زمانی در جنگلهای بلوط دشت والاچیان جریان داشته‌است.
مسیر بالایی رودخانه،Valea Boarcășului نامیده می‌شود.